# Anaa
Anaʻa (anche Nganaʻa-nui o Ara-ura) è un atollo dell'arcipelago delle isole Tuamotu nella Polinesia francese.

## Geografia
Si trova nel nord-ovest dell'arcipelago, 350 km a est di Tahiti. È di forma ovale, misurando 29,5 km di lunghezza e 6,5 km di larghezza, con una superficie totale 38 km². L'atollo è costituito da undici piccole isole. La laguna è superficiale, senza ingresso, ed è formata da tre principali bacini. Anche se non ha alcun accesso navigabile, l'acqua della laguna si rinnova attraverso dei piccoli canali che possono essere attraversati a piedi.
Il principale villaggio è Tukuhora, chiamato anche Anaa, con una popolazione totale di 435 abitanti secondo il censimento del 2002. Gli altri piccoli villaggi come Temarie, Otepipi, Mania e Tematahoa, erano disabitati secondo il censimento. La popolazione svolge una pesca di sussistenza, con coltivazione di madreperla e la produzione di copra.
Sull'atollo di Anaa è inoltre presente un aeroporto, l'Aeroporto di Anaa, dotato di una pista per aeromobili di piccole dimensioni a poche decine di metri dal villaggio di Tukahora nel Nord-Est dell'isola. La pista ospita solo aerei che collegano l'isola all'aeroporto internazionale di Papeete Faa. La pista è lunga 1 500 metri e larga 30 e dispone di un rifugio per i passeggeri ai tre quarti della pista. La striscia d'asfalto termina bruscamente poco prima di un canale naturale che collega la laguna interna con le acque del Pacifico. Essendo collegata solo saltuariamente all'isola di Tahiti da parte di Air Tahiti, l'aeroporto è praticamente inutilizzato. Il codice IATA dell'aeroporto dell'atollo di Anaa è AAA, mentre il codice ICAO è NTGA.

## Storia
Il primo europeo a visitare l'atollo fu James Cook nel 1769, che per via della sua forma lo battezzò Chain Island (Isola Catena). Più tardi, Anaa fu visitata dall'esploratore spagnolo Domingo de Bonechea il 1º novembre del 1772, e denominò l'atollo "Isla de Todos los Santos" (Isola di Tutti i Santi).
All'inizio del XIX secolo il controllo dell'atollo passò al Pomaré di Tahiti. A metà dello stesso secolo Anaa fu un attivo centro per la produzione e il commercio della madreperla e per la copra, raggiungendo una popolazione massima di 2 000 abitanti. La concorrenza tra i mormoni del Nord America e i cattolici francesi portò ad una rivolta nel 1852, e l'intervento da parte delle truppe coloniali francesi.
Nel 1878 e nel 1906, Anaa fu sconvolta da uragani, subendo gravi danni. Dopo l'uragano del 1983 l'unico villaggio è stato spostato e ricostruito.
L'aeroporto di Anaa è stato inaugurato nel 1976.